# The Beatles Stereo Box Set
The Beatles Stereo Box Set è un cofanetto comprendente tutti gli album registrati dai Beatles in versione stereo rimasterizzata. Il cofanetto è stato pubblicato in tutto il mondo il 9 settembre 2009, lo stesso giorno del videogioco The Beatles: Rock Band e del cofanetto degli album in versione mono (vedi The Beatles in Mono). Il progetto della rimasterizzazione in digitale della discografia totale dei Beatles è stato curato dagli ingegneri della EMI Allan Rouse e Guy Massey.
Il cofanetto arriva in terza posizione in Germania e Norvegia, in quarta in Spagna, in sesta in Giappone e nei Paesi Bassi ed in nona in Danimarca.

## I dischi del cofanetto
Il cofanetto si presenta in una scatola rettangolare di colore nero, dentro il quale sono presenti i vari CD. I CD sono contenuti in una custodia che riproduce in scala nei minimi particolari la stessa custodia dei corrispondenti dischi in vinile.
I primi quattro album sono presentati per la prima volta in versione stereo su CD. Sia Help! che Rubber Soul utilizzano il remix del 1987 preparato da George Martin per la pubblicazione originale in CD.  Magical Mystery Tour è presentato nella versione LP USA e non come EP (formato con il quale uscì originariamente in Gran Bretagna nel 1967). Infine Yellow Submarine è incluso nel formato originario del 1969, non in quello del 1999 con l'aggiunta dei brani suppletivi.
- Please Please Me (1963)
- With the Beatles (1963)
- A Hard Day's Night (1964)
- Beatles for Sale (1964)
- Help! (1965)
- Rubber Soul (1965)
- Revolver (1966)
- Sgt. Pepper's Lonely Hearts Club Band (1967)
- Magical Mystery Tour (1967)
- The Beatles (1968)
- Yellow Submarine (1969)
- Abbey Road (1969)
- Let It Be (1970)
- Past Masters (raccolta dei brani non pubblicati su album, 1962–1970)

## Contenuti extra
Incluso nel cofanetto è presente un DVD con tutti i mini-documentari pubblicati su ogni singolo album rimasterizzato.